# 모리츠 퓌르스테
모리츠 퓌르스테(독일어: Moritz Fürste, 1984년 10월 28일~)는 독일의 전직 필드하키 선수로 포지션은 하프백이다. 하키 분데스리가의 울렌호르스터와 독일 필드하키 국가대표팀의 일원으로 활동했다. 
그는 독일 국가대표 선수로서 올림픽에 3회 출전했고 2008년과 2012년 하계 올림픽에서 금메달을 획득했고 2016년 하계 올림픽에서 동메달을 획득했다.